# Crepidomanes intricatum
Crepidomanes intricatum är en hinnbräkenväxtart som först beskrevs av Donald R. Farrar, och fick sitt nu gällande namn av Ebihara och Weakley. Crepidomanes intricatum ingår i släktet Crepidomanes och familjen Hymenophyllaceae. Inga underarter finns listade.

## Bildgalleri

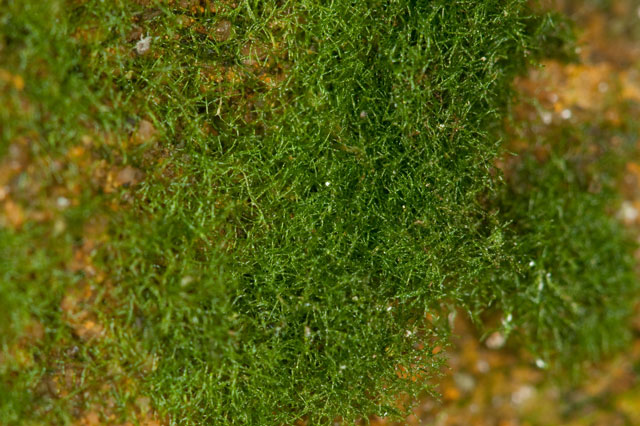
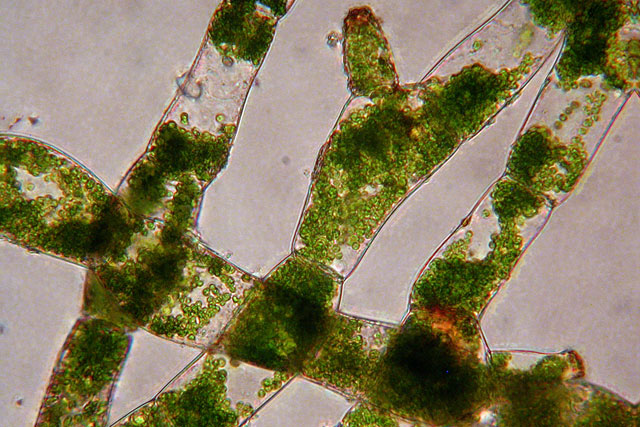